# Samsung Galaxy On5
Samsung Galaxy On5 та Samsung Galaxy On5 Pro — бюджетні смартфони, розроблені Samsung Electronics, що входять до серії Galaxy On. Galaxy On5 був представлений 23 жовтня 2015 року, а Galaxy On5 Pro — 12 липня 2016 року. Базова та Pro-моделі в основному відрізняються конфігурацією пам'яті.

## Дизайн
Передня панель виконана зі скла, задня панель — з пластику із текстурою під шкіру, а рамка — з матового пластику.
Знизу знаходяться роз'єми microUSB та 3,5 мм аудіо і мікрофон, зліва — гойдалка регулювання гучності, а справа — кнопка блокування. Спереду розташований дисплей, над яким розміщено логотип, розмовний динамік, сенсор наближення/освітлення та передня камера, а під ним — одна фізична («домашній екран») та дві сенсорні («запущені програми» і «назад») навігаційні кнопки. Ззаду розташовані основна камера, LED-спалах, мультимедійний динамік та логотип. Під знімною задньою панеллю розташовані слоти під карту пам'яті та дві SIM-картки формату Micro-SIM або під одну SIM-картку формату Nano-SIM в моделі Galaxy On5 для мобільного оператора T-Mobile/MetroPCS.
Смартфони були доступні в чорному та золотому кольорах.

## Технічні характеристики

### Апаратне забезпечення
Пристрої отримали 32-бітову систему на кристалі Exynos 3475 Quad з графічним процесором Mali-T720. Galaxy On5 має 1,5 ГБ оперативної пам'яті та 8 ГБ пам'яті постійного зберігання, натомість Galaxy On5 Pro — 2 ГБ оперативної пам'яті та 16 ГБ постійної пам'яті. Об'єм постійної пам'яті можна розширити картою пам'яті формату microSD до 128 ГБ.
Знімна акумуляторна батарея отримала об'єм 2600 мА·год.
Пристрої отримали 5-дюймовий екран типу TFT LCD з роздільною здатністю HD (1280 × 720), щільністю пікселів 294 ppi та співвідношенням сторін 16:9.
Galaxy On5 та Galaxy On5 Pro отримали основну камеру на 8 Мп з автофокусом і передню камеру на 5 Мп, що мають діафрагму f/2.2 і можливість запису відео в роздільній здатності до 1080p@30fps. Натомість версія Galaxy On5 для T-Mobile/MetroPCS отримала основну камеру на 5 Мп і передню камеру на 2 Мп, що мають можливість запису відео в роздільній здатності до 720p@30fps.

### Програмне забезпечення
Galaxy On5 був випущений на TouchWiz 5.1 на базі Android 5.1.1 Lollipop, а Galaxy On5 для T-Mobile/MetroPCS та Galaxy On5 Pro — TouchWiz 6.0 на базі Android 6.0.1 Marshmallow. Пізніше звичайний Galaxy On5 був оновлений до TouchWiz 6.0 на базі Android 6.0.1 Marshmallow.